# Suillia borneensis
Suillia borneensis är en tvåvingeart som beskrevs av Okadome 1985. Suillia borneensis ingår i släktet Suillia och familjen myllflugor. Inga underarter finns listade i Catalogue of Life.